# Get Rich or Die Tryin' (soundtrack)
Get Rich or Die Tryin' (soundtrack) is de soundtrack van de film Get Rich or Die Tryin' , die in 2005 uitkwam met Amerikaanse rapper 50 Cent in de hoofdrol. Het album bevat veel tracks van 50 alleen, en verder de rest van G-Unit (Lloyd Banks, Young Buck en Tony Yayo) en de artiesten die getekend stonden bij G-Unit Records (Olivia, Mobb Deep, M.O.P., Spider Loc en Ma$e). Het album ging meer dan een miljoen keer over de toonbank in de VS, en behaalde daarmee de platina status. De eerste twee singles "Window Shopper" en "Hustler's Ambition" scoorden redelijk. De remix van "Best Friend" met Olivia was de derde single, maar scoorde alleen in de VS.
| #  | Titel                  | Artiest     | Gast(en)                                | Producer(s)                           | Tijd |
| -- | ---------------------- | ----------- | --------------------------------------- | ------------------------------------- | ---- |
| 1  | Hustler's Ambition     | 50 Cent     |                                         | B-Money "B$"                          | 3:57 |
| 2  | What If                | 50 Cent     |                                         | Nick Speed                            | 3:05 |
| 3  | Things Change          | Spider Loc  | 50 Cent & Lloyd Banks                   | Banks Black Jeruz & Sha Money XL      | 3:59 |
| 4  | You Already Know       | Lloyd Banks | 50 Cent & Young Buck                    | The Outfit                            | 4:15 |
| 5  | When Death Becomes You | M.O.P.      | 50 Cent                                 | Kickdrum Productions & Recognize Reel | 3:05 |
| 6  | Have a Party           | Mobb Deep   | 50 Cent & Nate Dogg                     | Fredwreck                             | 3:55 |
| 7  | We Both Think Alike    | 50 Cent     | Olivia                                  | DJ Khalil                             | 3:05 |
| 8  | Don't Need No Help     | Young Buck  |                                         | Hi-Tek & J.R. Rotem                   | 2:50 |
| 9  | Get Low                | Lloyd Banks |                                         | All-Star                              | 3:56 |
| 10 | Fake Love              | Tony Yayo   |                                         | K.O.                                  | 3:20 |
| 11 | Window Shopper         | 50 Cent     |                                         | C. Styles & Sire                      | 3:10 |
| 12 | Born Alone, Die Alone  | Lloyd Banks |                                         | Havoc                                 | 3:00 |
| 13 | You a Shooter          | Mobb Deep   | 50 Cent                                 | Sha Money XL                          | 3:05 |
| 14 | I Don't Know Officer   | 50 Cent     | Lloyd Banks, Prodigy, Spider Loc & Ma$e | Jake One                              | 4:32 |
| 15 | Talk About Me          | 50 Cent     |                                         | Dr. Dre & Mike Elizondo               | 3:41 |
| 16 | When It Rains It Pours | 50 Cent     |                                         | Dr. Dre, Che Vicious & Mike Elizondo  | 4:02 |
| 17 | Best Friend            | 50 Cent     |                                         | Hi-Tek                                | 4:11 |
| 18 | I'll Whip Ya Head Boy  | 50 Cent     | Young Buck                              | Ron Browz                             | 3:56 |